# Filme pancromático

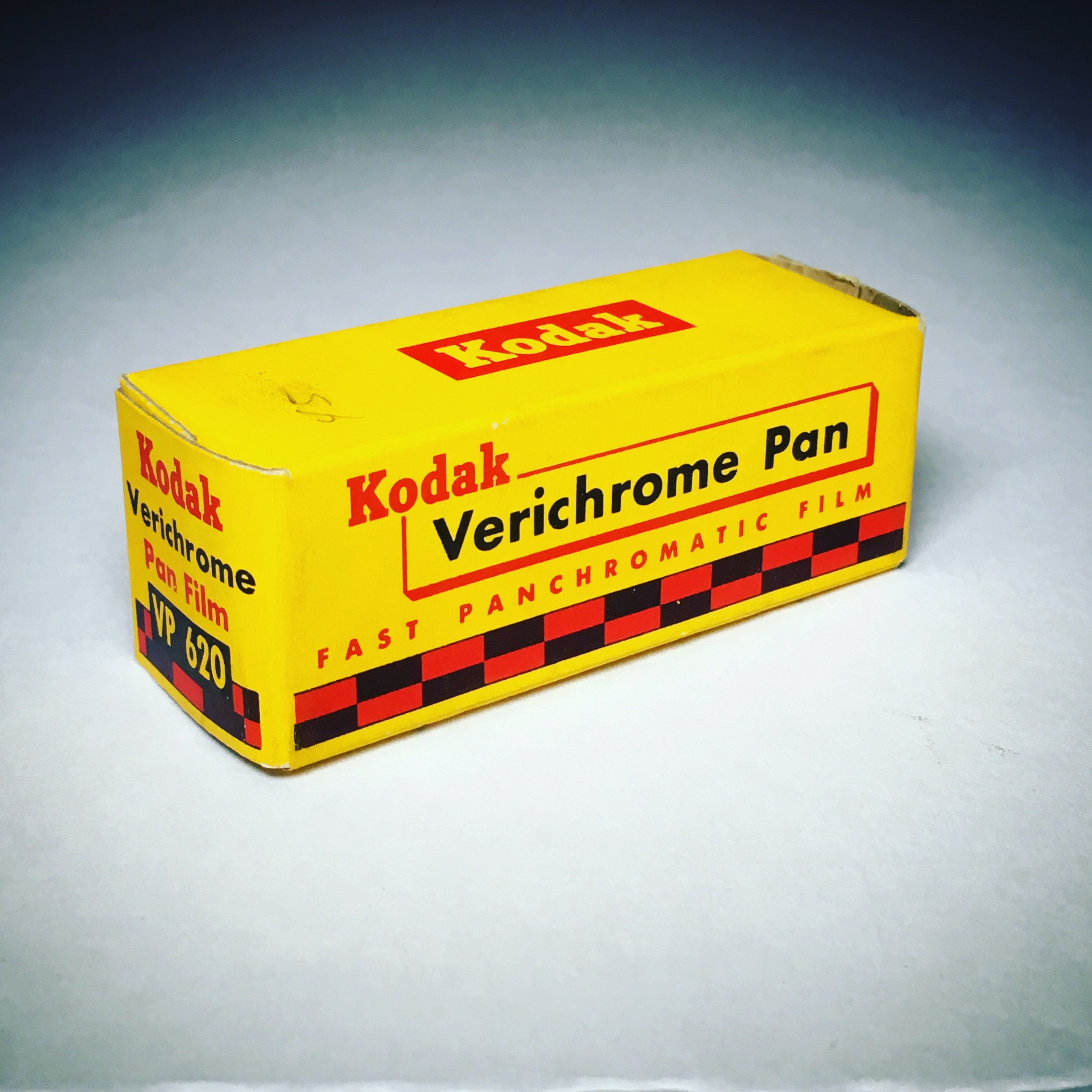
Kodak Verichrome, um filme pancromático.

Filme pancromático é um filme fotográfico tratado com uma emulsão pancromática, um tipo de emulsão fotográfica a preto-e-branco que é sensível a todos os comprimentos de onda da luz visível. Consequentemente, um filme pancromático reproduz de maneira realista as cores de uma cena, tal qual elas aparecem ao olho humano. Quase todos os filmes fotográficos modernos são pancromáticos, mas também existem filmes do tipos ortocromático, que não são sensíveis a determinados comprimentos de onda da luz.

## Origens
As emulsões de halogeneto de prata são naturalmente mais sensíveis à luz azul e ultravioleta, em detrimento de comprimentos de onda verde e vermelho. O químico alemão Hermann W. Vogel descobriu como estender essa sensibilidade para o verde, e mais tarde para o laranja, através da adição de corantes sensibilizados. Pela adição de eritrosina a emulsão tornava-se ortocromática, enquanto alguns derivados de cianina conferiam sensibilidade a todo o espectro visível da luz, tornando-a pancromática. No entanto, até o início de 1900 a sua técnica não foi capaz de alcançar um resultado totalmente pancromático. 

## Superação do filme ortocromático
Filmes e placas pancromáticas tornaram-se disponíveis comercialmente em 1906. Contudo, a superação comercial dos filmes ortocromáticos ocorreu gradualmente. Placas e filmes pancromáticos custavam duas a três vezes mais e têm que ser revelados na escuridão, ao contrário de placas e filmes ortocromáticos—que, sendo insensíveis à luz vermelha, podem ser revelados sob uma lâmpada vermelha. Além disso, inicialmente o processo que aumentava a sensibilidade do filme ao  amarelo e ao vermelho também o tornava menos sensível ao azul e ao violeta, exigindo o uso de um filtro fotográfico amarelo-vermelho para corrigir isso, o que por sua vez reduzia a quantidade total de luz recebida pela câmera e aumentava o tempo de exposição necessário.
Por outro lado, filmes ortocromáticos mostraram-se problemáticos para uso no cinema, pois tornava imagens de céus cor-de-rosa céus em céus perpetuamente nublados, cabelos loiros em cabelos desbotados, olhos de azuis em olhos quase brancos, e lábios vermelhos em quase preto. Em certa medida isso podia ser corrigido por meio de maquiagem, filtros de lente e iluminação, mas nunca de forma completamente satisfatória. Além disso, essas soluções não eram compatíveis com sistemas de cores aditivas como Kinemacolor e Prizma color, que fotografavam em preto-e-branco alternando filtros de cor. Nesses casos, os filme, depois de comprados do fabricante, tinham de receber uma solução sensibilizante à cor, um processo demorado e que aumentava custo do filme de 3 centavos para 7 centavos de dólar por pé. A Eastman Kodak, o principal fornecedor de filme cinematográfico, introduziu um filme pancromático em setembro de 1913, disponível para encomendas especiais para fotografar imagens coloridas em movimento através do método aditivo. Cinegrafistas começaram a usá-la também em filmes em preto e branco em 1918, principalmente para as cenas ao ar livre. A empresa introduziu o Kodak Panchromatic Cine Film como um produto regular em 1922. O primeiro  longa-metragem preto-e-branco fotografado inteiramente em filme pancromático foi The Headless Horseman, de 1922. Nessa época o filme pancromático era mais caro que outros tipos de filme, e ele só superaria a concorrência dos filmes ortocromáticos a partir de 1926, quando os preços de ambos foram equalizados pela concorrência. A Kodak descontinuou a fabricação de filmes ortocromáticos para uso geral em 1930.

## Uso moderno
Imagens pancromáticas da superfície da Terra são produzidas por alguns satélites modernos, tais como QuickBird, Cartosat e IKONOS. Esse tipo de imagem é extremamente útil, pois geralmente possui muito maior resolução espacial do que imagens multiespectrais feitas pelos mesmos satélites. Por exemplo, o satélite QuickBird produz imagens pancromáticas com um pixel equivale a uma área 0,6 x 0,6 m, enquanto os pixels de imagens multiespectrais correspondem a uma área de 2,4 x 2,4 m.